# 하플링
하플링(halfling)은 다양한 판타지 소설이나 게임에 등장하는 가공의 종족이다. 일반적으로는, 신장이 반 정도인 점을 제외하고 인간에 닮은 종족으로 되어 있다. 「하플링」이라는 용어는, 원래는 J. R. R. 톨킨의 저작 중에서 호빗의 별명으로서 사용되었다(일본어 번역에서는 「작은 사람」이라고 여겨진다).
그 후, 「던전 앤 드래곤」(D&D)에서, 권리상의 문제로부터 호빗 대신에 사용되게 되었지만, 점차 독자적인 종족으로서의 설정이 확립되어 갔다.
이 종족은 다른 게임에서도 사용되게 되어, 켄다나 글래스 러너와 같은 파생 종족도 태어났다.

## 던전 앤 드래곤
D&D에서는 초기의 판으로부터 플레이어 캐릭터의 종족으로서 선택 가능한 데미 휴먼의 하나이다.
초기의 판에는 호빗이 등장해, 설정도 「호빗」이나 「반지의 제왕」의 것에 아주 비슷했다. 이것을 환영하지 않았던 Tolkien Estate의 항의에 의해, TSR는 이 종족의 이름을 「하플링」으로 바꾸었다. 이 단어도 톨킨의 조어이지만, 작중으로의 사용 빈도는 그만큼 높지는 않다.
초기의 D&D의 하플링도 톨킨의 호빗에 닮아 있어 모험하러 나오는 것보다도 집에서 평온한 생활을 보내는 것을 좋아한다고 여겨진다. 캐릭터 클래스는 시프에 적절하지만, 뿌리로부터의 도둑이라는 것은 아니다(종족이 클래스로서 다루어지고 있는 클래식 D&D에서는, 원래 시후가 될 수 할 수 없다).
D&D 제3판이 되면 하플링의 라이프 스타일도 재검토되었다. 그 결과, 귀찮은 기회주의자이거나 방랑자이거나 보물 사냥꾼에서 만나거나 하는 등, 실제의 플레이 스타일에 가까워지고 있다.

## 같이 보기
- 호빗
- 켄다
- 글래스 러너